# Stanisław Santor
Stanisław Santor, né le 29 mars 1922 à Suwałki et mort le 6 janvier 1999 à Varsovie, est un violoniste polonais et le premier mari d'Irena Santor. 
Stanisław Santor étudia le violon au Conservatoire de Varsovie. Durant l'année 1944-1945, il a travaillé aux travaux forcés du camp de concentration de Peterscheim. Après la Seconde Guerre mondiale, il demeure à Varsovie pour une courte période, puis s'installe à Łódź. Là, il rejoint l'Orchestre philharmonique de Varsovie. En 1947, il retourne à Varsovie, où il suit l'orchestre de la Philharmonie de Varsovie. En 1949, il quitte l'orchestre pour aller travailler dans l'Orchestre de la Radio et de la télévision polonaise. Il a été premier violon de l'orchestre dans les années 1949-1974 et 1978-1980. 
En 1951, il rencontre, au sein du groupe folklorique de danses et de musiques traditionnelles Mazowsze, celle qui deviendra sa femme, Irena Santor qui fut recrutée par le directeur du groupe folklorique Tadeusz Sygietyński.